# Народна скупштина Азербејџана
Народна скупштина Републике Азербејџана (азер. Azərbaycan Respublikasının Milli Məclisi) или једноставно Народна скупштина (азер. Milli Məclis), представља законодавну грану владе Азербејџана. Зграда Народне скупштине је у Бакуу.

## Преглед
Народна скупштина је до 1995. године била позната под називом Врховни савет Азербејџана, а раније позната и као Врховни совјет Азербејџанске совјетске социјалистичке републике под совјетском владом.
Први сазив Народне скупштине сазван је 12. новембра 1995. године, истог дана када је референдумом усвојен Устав Азербејџана, којим је Народна скупштина заменила бивши Врховни совјет Азербејџанске ССР. Историјски гледано, Народна скупштина је наследник Парламента Азербејџанске Демократске Републике.
Народна скупштина је једнодомно тело. Народна скупштина се састоји од најмање 125 седишта, али са додатним додељеним местима може се повећати на око 136 места у изузетно ретким случајевима.
Садашњу већину у Народној скупштини има Партија Нови Азербејџан председника Илхама Алијева од 1993. године. Садашњи председник Народне скупштине је Сахиба Гафарова из владајуће Партије Нови Азербејџан.

## Управљање
| Сазив       | Председник       | Први заменик    | Заменик          | Заменик           |
| ----------- | ---------------- | --------------- | ---------------- | ----------------- |
| 1995.—2000. | Расул Гулијев    | Ариф Рахимзаде  | Јашар Алијев     | —                 |
| 2000.—2005. | Муртуз Алескеров | Ариф Рахимзаде  | Зијафет Аскеров  | Гёвхер Бахшалиева |
| 2005.—2010. | Октај Асадов     | Зијафет Аскеров | Бахар Мурадова   | Валех Аскеров     |
| 2010.—2015. | Октај Асадов     | Зијафет Аскеров | Бахар Мурадова   | Валех Аскеров     |
| 2015.—2020. | Октај Асадов     | Зијафет Аскеров | Бахар Мурадова   | Валех Аскеров     |
| 2020.—2025. | Сахиба Гафарова  | Али Хусеинли    | Фазаил Ибрахимли | Адил Алијев       |